# Nintendo Software Planning & Development
Nintendo Software Planning & Development Division (任天堂 企画開発本部, Nintendō Kikaku Kaihatsu Honbu, lit. Nintendo Planning and Development Division) (souvent abrégé Nintendo SPD) est une division de recherche et développement appartenant à Nintendo et située au Nintendo Development Center à Kyoto, au Japon.

## Historique

### Chronologie
- 2003 - La division est créée avec plusieurs autres groupes de production, chacun avec son propre manager, et Shinya Takahashi comme general manager.
- 2013 - Yoshio Sakamoto est promu deputy manager du Software Planning & Development Department.
- 2014 - La division est transférée du Nintendo Central Office au Nintendo Development Center.
- 2015 - Fusion avec la division Nintendo EAD pour faciliter le développement de jeux multi-plateformes. La division nouvellement formée se nomme Nintendo EPD.

## Software Planning and Development Department

### Production Group No. 1
Group Manager : Katsuya Yamano
| Titre                                    | Genre(s)           | Plateforme(s)          | Année  | Producteur(s)                                 | Directeur(s)                 |
| ---------------------------------------- | ------------------ | ---------------------- | ------ | --------------------------------------------- | ---------------------------- |
| WarioWare: Twisted!                      | Action, puzzle     | Game Boy Advance       | 2004   | Yoshio Sakamoto, Ryoichi Kitanishi            | Goro Abe                     |
| WarioWare: Touched!                      | Action, puzzle     | Nintendo DS            | 2004   | Yoshio Sakamoto, Ryoichi Kitanishi            | Ryuichi Nakada               |
| Play-Yan                                 | Lecteur audio      | Game Boy Advance       | 2005   | Yoshio Sakamoto, Kazuhiko Taniguchi           | Takuma Matsunaga             |
| WarioWare: Smooth Moves                  | Action, puzzle     | Wii                    | 2006   | Yoshio Sakamoto, Ryoichi Kitanishi            | Goro Abe                     |
| Rhythm Tengoku                           | Rythme             | Game Boy Advance       | 2006   | Mitsuo Terada (Tsunku) Yoshio Sakamoto        | Kazuyoshi Osawa              |
| Face Training                            |                    | Nintendo DS            | 2007   | Katsuya Yamano, Toshio Sengoku                | Ryuichi Nakada, Takeshi Ando |
| Nintendo DS Digital TV Tuner             | Antenne TV         | Nintendo DS            | 2007   | Katsuya Yamano                                | Noriyuki Sato                |
| Pyoro                                    |                    | Nintendo DSi (DSiWare) | 2008   | Yoshio Sakamoto, Teruki Murakawa              | Hiroshi Momose               |
| Paper Airplane Chase Paper Plane EU\|AUS | Endless running    | Nintendo DSi (DSiWare) | 2008   | Yoshio Sakamoto, Teruki Murakawa              | Hiroshi Momose               |
| Kousoku Card Battle: Card Hero           | RPG                | Nintendo DS            | 2007   | Yoshio Sakamoto                               | Hiroshi Momose               |
| Rhythm Paradise                          | Rythme             | Nintendo DS            | 2008   | Mitsuo Terada (Tsunku)                        | Kazuyoshi Osawa              |
| Nintendo DSi Instrument Tuner            | Accordage          | Nintendo DSi (DSiWare) | 2009   | Yoshio Sakamoto                               | Goro Abe                     |
| Nintendo DSi Metronome                   | Metronome          | Nintendo DSi (DSiWare) | 2009   | Yoshio Sakamoto                               | Goro Abe                     |
| WarioWare: D.I.Y.                        | Action, puzzle     | Nintendo DS            | 2009   | Yoshio Sakamoto, Toshio Sengoku               | Goro Abe                     |
| WarioWare: D.I.Y. ShowCase               | Action, puzzle     | Wii (WiiWare)          | 2009   | Yoshio Sakamoto, Toshio Sengoku               | Goro Abe                     |
| Tomodachi Collection                     | Simulation, social | Nintendo DS            | 2009   | Yoshio Sakamoto                               | Ryutaro Takahashi            |
| Beat the Beat: Rhythm Paradise           | Rythme             | Wii                    | 2011   | Mitsuo Terada (Tsunku)                        | Ko Takeuchi, Masami Yone     |
| Wii Relax                                | Exergaming         | Wii                    | annulé | inconnu                                       | inconnu                      |
| Kiki Trick                               | Musical            | Wii                    | 2012   | Katsuya Yamano                                | Noriyuki Sato                |
| Tomodachi Life                           | Simulation, social | Nintendo 3DS           | 2013   | Yoshio Sakamoto                               | Ryutaro Takahashi            |
| Game and Wario                           | Action, puzzle     | Wii U                  | 2013   | Yoshio Sakamoto, Toshio Sengoku, Naoki Nakano | Goro Abe, Naoko Mori         |

| Titre                                       | Genre(s)        | Plateforme(s)          | Année | Producteur(s)                   | Directeur(s)                 |
| ------------------------------------------- | --------------- | ---------------------- | ----- | ------------------------------- | ---------------------------- |
| WarioWare: Snapped!                         | Action, puzzle  | Nintendo DSi (DSiWare) | 2008  | Katsuya Yamano, Toshio Sengoku  | Taku Sugioka                 |
| Atsumeru Egaocho lit. Smile Collection Book |                 | Nintendo DSi (DSiWare) | 2009  | Katsuya Yamano, Takeshi Ando    | Ryuichi Nakada, Takeshi Ando |
| Card Hero: Speed Battle Custom              | RPG             | Nintendo DSi (DSiWare) | 2009  | Yoshio Sakamoto                 |                              |
| Face Training Mini                          |                 | Nintendo DSi (DSiWare) | 2009  | Katsuya Yamano                  | Ryuichi Nakada               |
| Metroid: Other M                            | Action-aventure | Wii                    | 2010  | Yoshio Sakamoto, Yosuke Hayashi | Takehiko Hosokawa            |

### Production Group No. 2
Group Manager : Hitoshi Yamagami